# 飛虎精英之人間有情
《飛虎精英之人間有情》是1992年上映的一部香港劇情片，由邱禮濤執導，張學友及鄭秀文主演。鄭秀文憑本片獲提名第12屆香港電影金像獎最佳新演員。

## 劇情
肥波（吳孟達）是一個普通的軍裝員警，因得罪重案組探長洪坤（秦沛），始終無法晉升，帶著兩個兒子艱難度日，沒想到在一次與流氓的搏鬥中，竟失手打死自己的大兒子，始終為此耿耿於懷。
多年後小兒子阿傑（張學友）成為警隊精英飛虎隊之成員，而早已退休的肥波則在一家夜總會做經理，與舞女阿紅（吳家麗）感情深厚，父子關係卻不太融洽。
一日少女HeiDi（鄭秀文）在商場劫案中遭匪徒劫持，飛虎隊展開救援行動，阿傑不顧自身危險將其救出，兩人結為好友。豈料HeiDi是洪坤之女，而此時的洪坤早已是黑社會龍頭大哥，為人心狠手辣無惡不作。
肥波與洪坤素有嫌隙，皆不同意兒女交往，洪坤更派手下追殺阿傑，卻反倒促使兩人的愛情更加鞏固。惱羞成怒的洪坤於是將肥波打成重傷，而肥波更為了保護兒子被火燒死。阿傑發誓為父報仇，當阿傑歷盡艱險將槍口指向洪坤時，HeiDi卻擋在了父親身前…

## 演員
| 演員   | 角色  | 备注       |
| 張學友 | Dee   |            |
| 鄭秀文 | Heidi |            |
| 吳孟達 | 肥波  |            |
| 秦沛   | 洪坤  |            |
| 吳家麗 | 阿紅  |            |
| 程東   |       | 洪坤手下   |
| 李兆基 |       | 飛虎隊教官 |
| 米奇   |       |            |

## 獎項
| 年份 | 頒獎典禮             | 獎項       | 名字   | 結果 |
| ---- | -------------------- | ---------- | ------ | ---- |
| 1993 | 第12屆香港電影金像獎 | 最佳新演員 | 鄭秀文 | 提名 |

## 外部連結
- 香港影庫上《飛虎精英之人間有情》的資料（繁體中文）
- 開眼電影網上《飛虎精英之人間有情》的資料（繁體中文）
- 豆瓣电影上《飛虎精英之人間有情》的資料 （简体中文）
- 时光网上《飛虎精英之人間有情》的資料（简体中文）
- AllMovie上《飛虎精英之人間有情》的资料（英文）
- 爛番茄上《飛虎精英之人間有情》的資料（英文）
- 互联网电影数据库（IMDb）上《飛虎精英之人間有情》的资料（英文）